# Число на Дънбар
Числото на Дънбар е предположеното когнитивно ограничение на броя хора, с които даден човек е способен да поддържа стабилни социални взаимоотношения, т.е. взаимоотношения, при които човек познава всички хора в групата и какви са взаимоотношенията в групата. Числото е предложено за първи път през 1992 година от британския антрополог Робин Дънбар, който открива корелация между размера на мозъка у 38 рода примати и средния размер на социална група. Използвайки средния размер на човешкия мозък и екстраполирайки резултатите, получени за приматите, Дънбар предполага, че хората могат с лекота да поддържат около 150 стабилни взаимоотношения.
Поддръжниците на идеята твърдят, че по-големите числа като цяло изискват по-ограничителни правила, закони и действащи норми, за да се поддържа стабилна и сплотена група. Числото на Дънбар не включва броя на персоналните познати, с които са прекратени социалните взаимоотношения, или далечните познати, с които липсват постоянни социални взаимоотношения. Дънбар формулира теорията си, че „този лимит е пряка функция на относителния размер на неокортекса, и това на свой ред ограничава размера на групата [...] ограничението, зададено от оперативния капацитет на неокортекса е просто върху броя индивид, с които могат да се поддържат междуличностна връзка“. В периферията на групата се включват и бивши колеги и приятели от гимназията, с които човек би искал да възстанови контактите си при повторна среща.
Числото на Дънбар е популяризирано в книгата на Малкълм Гладуел „Повратната точка“ от 2000 година. Гладуел описва компанията W. L. Gore and Associates, известна с марката Gore-Tex. На принципа на пробата и грешката, ръководството на компанията открива, че при повече от 150 служители, работещи заедно в една сграда, настъпват различни социални проблеми. Компанията започва да строи сградите си с капацитет за 150 работни места и 150 паркоместа и когато паркоместата на дадена сграда приключат, се пристъпва към строежа на следващата сграда, понякога на малки разстояния една от друга.